# Главен прокурор на Федералния окръг и териториите
Главният прокурор (Procurador-Geral de Justiça) е едноличен орган, който ръководи Прокуратурата на Федералния окръг и териториите на Бразилия — един от съставните дялове на Прокуратурата на Съюза, която включва още Федералната прокуратура, Военната прокуратура и Трудовата прокуратура. Заедно, Прокуратурата на Съюза и прокуратурите на отделните щати формират единната Прокуратура на Бразилия.
Главният прокурор се назначава от президента на Бразилия за срок от две години измежду листа с трима кандидати, изготвена от Колегията на прокурорите и промоторите и помощник-промоторите от Прокуратурата на Федералния окръг и териториите.
Според изискванията на член 156, § 1º от Допълнителен закон nº 75 от 20 май 1993 кандидатите за главен прокурор трябва да имат най-малко пет години стаж в системата на прокуратурата, а през предходните четири години от кандидатирането им да не са били осъждани с влязла в сила присъда или да не са били обект на криминални или административни производства.
Главният прокурор може да бъде преназначен за втори двугодишен мандат, при условие че бъде спазена основната процедура, предвидена от закона, т.е. ако името му попадне още веднъж в списъка с кандидати, предложен на президента.
Мандатът на главния прокурор на Федералния окръг и териториите може да бъде прекратен преждевременно от президента на Бразилия с резолюция, одобрена с абсолютно мнозинство от горната камара на Конгреса.